# Blauer Engel
Der Blaue Engel ist ein in Deutschland seit 1978 vergebenes Umweltzeichen für besonders umweltschonende Produkte und Dienstleistungen.  Träger des Zeichens ist das Bundesumweltministerium.

## Geschichte

Logo 1978 bis Ende 2017

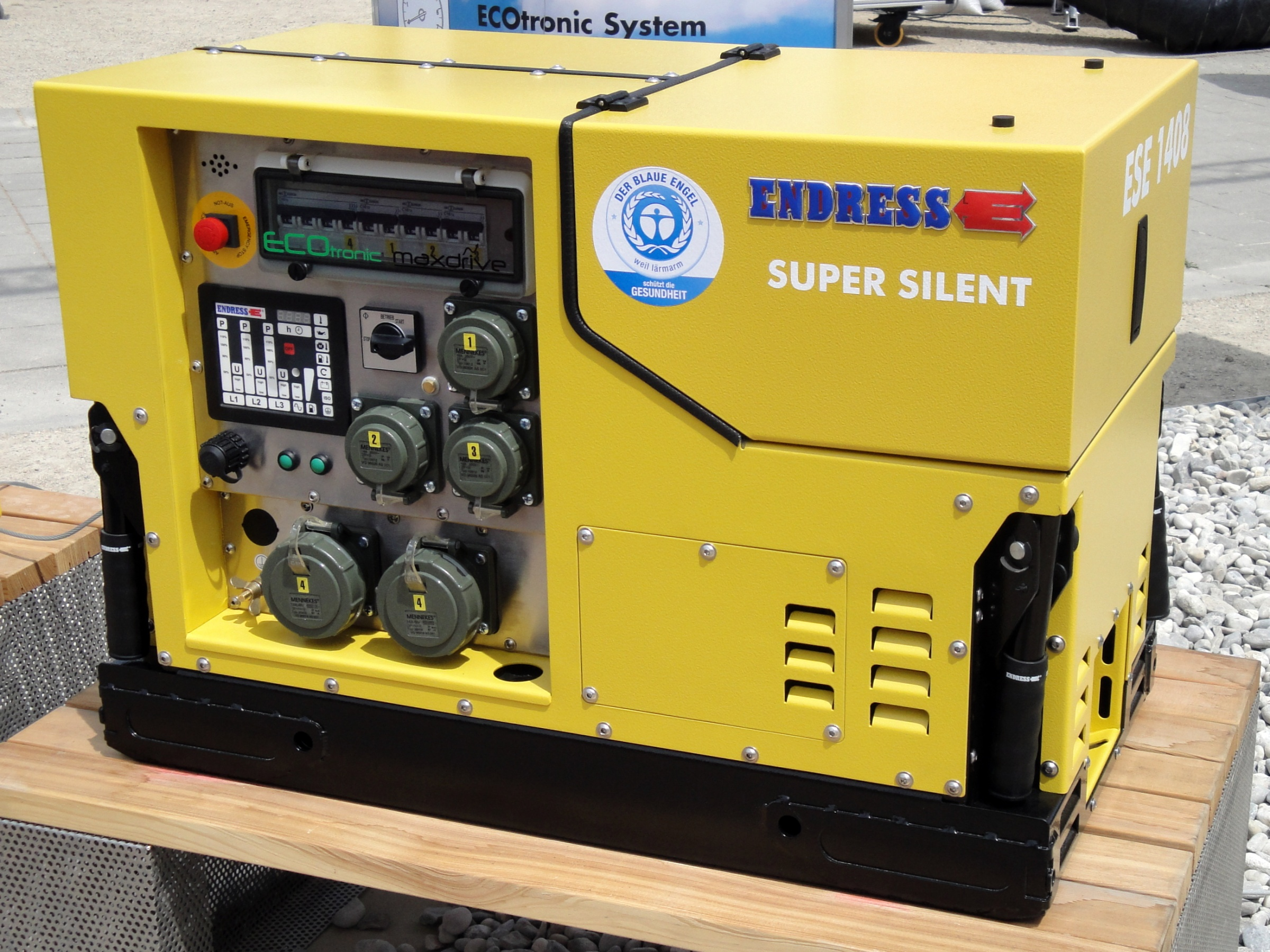
Das Umweltzeichen auf einem Stromerzeugungsaggregat

Dieses Umweltzeichen wurde 1978 vom Bundesminister des Innern, Werner Maihofer (FDP), und den für Umweltschutz zuständigen Ministern der Bundesländer eingeführt und soll dort, wo herkömmliche Produkte die Umwelt belasten, umweltfreundliche Entwicklungen und Alternativen erkennbar machen; das Bundesumweltministerium gab es 1978 noch nicht. Das Umweltzeichen wird an die Anbieter verliehen und diese können auf freiwilliger Basis ihre Produkte damit kennzeichnen. Seine Vorstellung in der Öffentlichkeit fand im Februar 1978 statt.
Das Logo entspricht im Kern dem Logo des Umweltprogramms der Vereinten Nationen (UNEP), allerdings mit umgedrehter Farbgebung. Im äußeren Ring stehen die Worte „BLAUER ENGEL“ und „DAS UMWELTZEICHEN“. Nach Angaben der offiziellen Website symbolisiert es die staatliche Verankerung der UNEP-Ziele in Deutschland.
Der Blaue Engel ist Mitglied im Global Ecolabelling Network (GEN), einem Interessenverband von 26 Umweltzeichen-Organisationen weltweit, der 1994 gegründet wurde.
2003, also nach 25 Jahren trugen etwa 3.700 Produkte den Blauen Engel, nachdem es 1980 gerade 80 Produkte waren.
2004 gab es das Zeichen auch für Handys, hier machten die Hersteller aber keinen Gebrauch davon. Erst 2016 erhielt das Fairphone 2 als erstes Smartphone einen Blauen Engel. 2022 wurde das Fairphone 4 als zweites Smartphone mit dem Blauen Engel ausgezeichnet.
2008 waren etwa 10.000 Produkte und Dienstleistungen zertifiziert. Zu diesem Zeitpunkt wurde das Umweltzeichen überarbeitet. Dabei wurde es um die Komponente Klimaschutz erweitert. Die Jury Umweltzeichen (vgl. Abschnitt Vergabeverfahren)  beabsichtigte, die aus Klimasicht wichtigsten 100 klimarelevanten Produkte mit dem Umweltzeichen auszuzeichnen.
Etwa 2013 begannen Überlegungen für eine Überarbeitung des Logos. Dazu wurde eine Untersuchung beim Institut für sozial-ökologische Forschung (ISOE) beauftragt. Dabei wurde auch ein Designwettbewerb im Fachbereich Gestaltung (Lehreinheit Kommunikationsdesign) an der Hochschule Mainz eingesetzt.
2014 kooperiert der Blaue Engel mit Südkorea, Österreich sowie mit Umweltzeichen in Japan und China.
Seit Januar 2018 wird das überarbeitete Logo eingesetzt.

## Vergabeverfahren
Der Blaue Engel ist ein von Dritten zertifiziertes Umweltzeichen Typ I, der etwa seit dem Jahr 2000 mit der dann vorliegenden ISO 14024 beschrieben ist. Folgende Institutionen sind  am Vergabeverfahren beteiligt:
- Bundesministerium für Umwelt, Naturschutz und nukleare Sicherheit, fungiert als Zeicheninhaber, ist auch für die Kontrolle zuständig[1] und informiert die Öffentlichkeit.
- Umweltbundesamt, nimmt Neuanträge entgegen und legt sie nach Prüfung und Bewertung der Jury Umweltzeichen vor.
- RAL gemeinnützige GmbH als Zeichenvergabestelle, führt die Expertenanhörungen durch und prüft, ob die Anforderungen erfüllt werden.[1]
- Jury Umweltzeichen („Jury UZ“), das unabhängige Beschlussgremium mit Vertretern aus Umwelt- und Verbraucherverbänden, Gewerkschaften, Industrie, Handel, Handwerk, Kommunen, Wissenschaft, Medien, Kirchen und Bundesländern, hat im Vergabeverfahren das letzte Wort und trifft die eigentliche Vergabeentscheidung. Durch die Setzung von Kriterien werden vor allem bei neueren Produkten klare Signale für Produktentwicklungen gegeben, beispielsweise zum Auto-Power-Down bei Espressomaschinen, DVD-Playern oder Blu-ray Disc-Playern.[12]

Es gibt den Blauen Engel inzwischen für viele Produktbereiche, darunter Elektrogeräte, Papier- und Druckerzeugnisse, Sonnenkollektoren, Holzpelletöfen, Holzpellets (seit etwa 2011), Bauprodukte (beispielsweise Bodenbeläge und Wandfarben), Wasch- und Reinigungsmittel, Kommunikationstechnik (unter anderem Computer, Drucker, Software (seit 2019), Mobiltelefone).
Jeder kann beim Umweltbundesamt auszeichnungswürdige Produkte vorschlagen.

## Beurteilungen

### Positiv
- Es handelt sich nicht um ein Zeichen, das die vollständige Unbedenklichkeit eines Produkts bescheinigt. Die so gekennzeichneten Produkte sind umweltfreundlicher als andere Produkte der jeweiligen Produktgruppe und stellen so in puncto Umweltbelastung so wenig wie möglich, so viel wie nötig dar. Konkret bedeutet dies, dass der Blaue Engel kein Gütesiegel auf das Gesamtprodukt ist, sondern bestimmte Eigenschaften auszeichnet, die hauptsächlich den Umwelt- und Gesundheitsschutz betreffen. Dennoch erfüllt der Blaue Engel seine gewünschte Verbraucherlenkungsfunktion, weil er durch seine konzeptionelle Schlichtheit in vielen Branchen schnell allgemeine Marktstandards im Sinne der Umwelt anheben konnte.
- 2003 lag der Anteil der zertifizierten Fotokopierer bei einem Drittel. Oft dürfen Baufirmen Straßen im Auftrag der Stadt nur dann aufreißen, wenn der Presslufthammer so leise ist, dass er die Anforderungen des Blauen Engels erfüllt.[7]
- Die FAZ schrieb Ende 2006: „Die breite Beteiligung verschiedener Interessengruppen durch die Jury Umweltzeichen gewährleistet eine hohe Glaubwürdigkeit des Zeichens.“[20]
- Das Freiburger Öko-Institut schrieb im Juli 2009 in seiner Untersuchung Umweltzeichen für klimarelevante Produkte: „Durch die Setzung von Kriterien werden vor allem bei neueren Produkten klare Signale für Produktentwicklungen gegeben.“[12]
- Ressourcenschonung und in einigen Produktgruppen Langlebigkeit ist relevant.[21]
- Da die Vergaberichtlinien für den Blauen Engel kostenfrei und öffentlich einsehbar sind, können sie zur Entwicklung von umweltfreundlicheren Produkten und Dienstleistungen führen, selbst dann, wenn die Hersteller oder Dienstleister dafür nie den Blauen Engel beantragen.
- Der Blaue Engel inspirierte teils andere Umweltlabels oder deren Einführung.

### Kritisch
- Der Blaue Engel bescheinigt keineswegs die völlige Unbedenklichkeit eines Produkts, der Engel erwecke zum Beispiel bei Elektrogeräten den Eindruck von Umweltfreundlichkeit. Das seien die Geräte aber gar nicht. (Utopia.de).[22]
- Umwelteigenschaften, die nicht in den Vergabekriterien genannt sind, werden nicht geprüft.
- Am Markt kann es Produkte geben, die keinen Blauen Engel tragen, obwohl sie die Kriterien erfüllen, da er nur auf Antrag vergeben wird.[23]
- Es werden nur Produkte mit gleichem Nutzungszweck und gleicher Produktkategorie verglichen (z. B. mechanischer und chemischer Abflussreiniger, eigenes und Car-Sharing-Auto).
- Der Blaue Engel liefert keine Aussage, welches von zwei ausgezeichneten Produkten umweltverträglicher ist;[23] dies ist mit einer Umweltdeklaration (seit dem Jahr 2000 nach ISO 14025) möglich.
- Wenn Hersteller auf Bezeichnungen wie bio, öko oder Natur im Produktnamen nicht verzichten wollen, tragen diese Produkte kein Umweltzeichen. Nach den Richtlinien für die Vergabe des Blauen Engels sind solche Werbeaussagen nicht zulässig. Das gilt auch für verharmlosende Angaben wie „nicht giftig“ oder „nicht gesundheitsschädlich“.[24]